# 大灵便型散货船

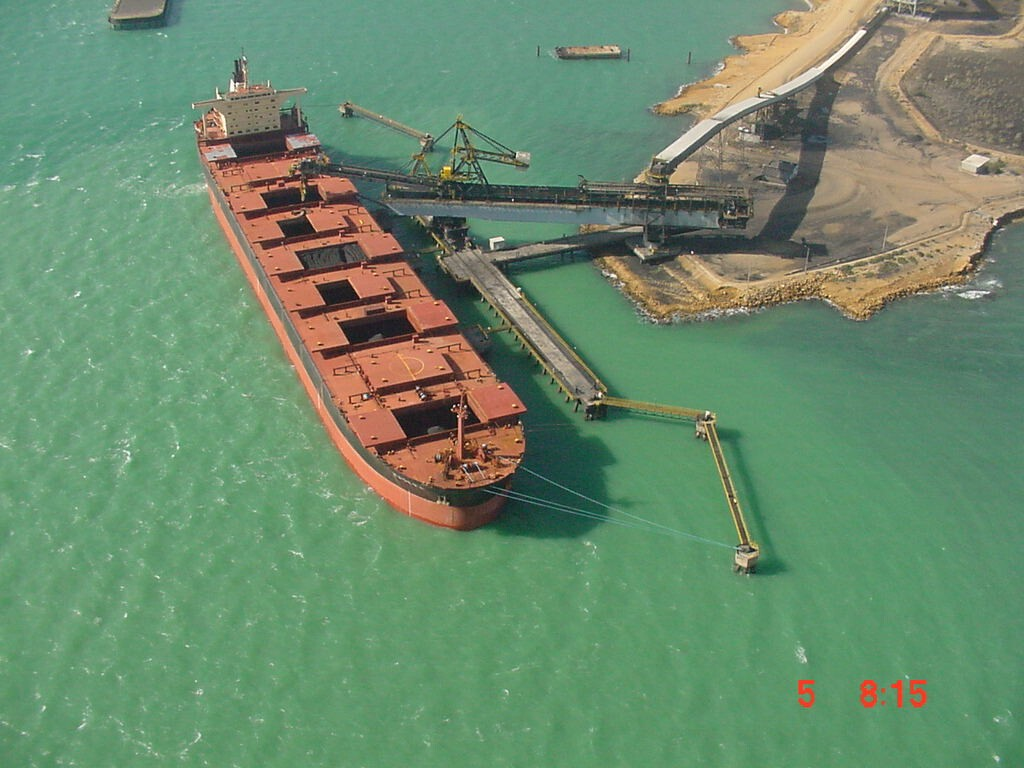
Cerrejón——一艘典型的大灵便型散货船

大灵便型散货船（Handymax bulk carrier），又称大灵便型，是一种载重35000到60000吨的散货船，和灵便型散货船一样，大灵便散货船一般都自备装卸设备，载重量适中，吃水较浅，可以在一些比较小的港口进行装卸作业，适应性较强。
一般来说，现代的大灵便型散货船，一般船长150到200米，载重52000到58000吨，有五个货仓，和4个30吨的起重机，一般采用单机，单桨驱动，机舱置于船尾，随着对环保和安全性的提要求日益提高，新船多采用双层壳体结构。
根据1992年的统计，全球载重5万吨级以下的灵便型船占干散货船总吨位的48.4%，总吨位约10100万吨，对国际航运业有举足轻重的影响。波罗地海航交所根据大灵便型散货船的运价发布了波罗的海轻便型指数，是世界三大航运指数之一。